# بلین سکستون
بلین سکستون (انگلیسی: Blaine Sexton; ۳ مهٔ ۱۸۹۲ – ۲۹ آوریل ۱۹۶۶) بازیکن هاکی روی یخ اهل کانادا بود.